# Gåstjärnen (Vänjans socken, Dalarna, 676533-137991)
Gåstjärnen är en sjö i Mora kommun i Dalarna och ingår i Dalälvens huvudavrinningsområde. Sjön har en area på 0,0533 kvadratkilometer och ligger 456,8 meter över havet.

## Delavrinningsområde
Gåstjärnen ingår i det delavrinningsområde (676991-137966) som SMHI kallar för Utloppet av Dragsjön. Medelhöjden är 480 meter över havet och ytan är 26,79 kvadratkilometer. Räknas de 23 avrinningsområdena uppströms in blir den ackumulerade arean 269,28 kvadratkilometer. Ogströmmen (Ogan) som avvattnar avrinningsområdet har biflödesordning 4, vilket innebär att vattnet flödar genom totalt 4 vattendrag innan det når havet efter 425 kilometer. Avrinningsområdet består mestadels av skog (52 procent) och sankmarker (38 procent). Avrinningsområdet har 1,48 kvadratkilometer vattenytor vilket ger det en sjöprocent på 5,6 procent.